# کریستینا سیگارد
کریستینا سیگارد (انگلیسی: Christina Siggaard؛ زادهٔ ۲۴ مارس ۱۹۹۴) دوچرخه‌سوار زن اهل دانمارک است.